# 潮州市南春中学

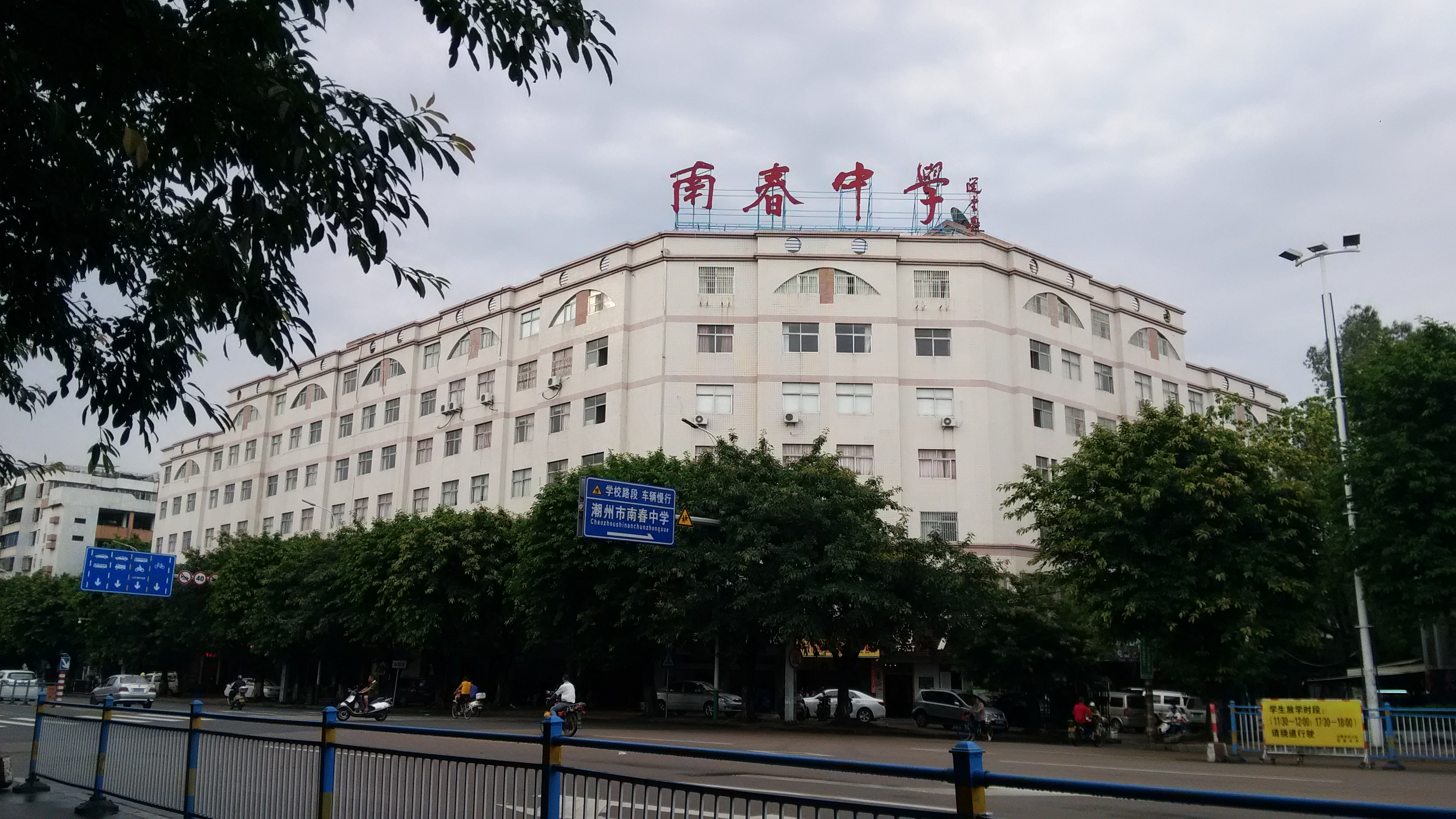
科技楼

潮州市南春中学，是位于中国广东省潮州市的一所市直普通高中，于1976年8月创办，被评为“潮州市一级学校”，是潮州市四所重点高中之一（其余三个为金山中学、高级中学、华侨中学）。同时也是广东省一级学校，广东省教学水平评估“优秀学校”。
南春中学占地面积17000平方米，现有63个教学班，3468名学生，276名教职员工（其中高级教师57人，中级教师103人）。现任校长陈永序。校址位于潮州市湘桥区南春路和枫春南路的交界处。

## 历史沿革
- 1976年8月，在潮安县革命委员会购买了中共汕头地区（现汕头市）委员会党校校舍后，开始创办南春初级中学，由陈烈泉等人负责筹建工作。就在南春初级中学建校之后一个月，毛泽东逝世，10月7日四人帮被逮捕。
- 1977年3月，南春初级中学正式开学上课，庄建国任该校第一任校长兼党支部书记。
- 1980年9月，南春中学办成完全中学，陈芳清副校长主持全面工作，上台担任第二任校长兼党支部书记。
- 1982年7月，因为华国锋政府在1977年恢复了高考制度，南春中学的首届高中毕业生参加高考。
- 1992年4月，潮州市升格为地级市，同时湘桥区挂牌成立，南春中学在行政上划属湘桥区。
- 2000年，南春中学晋升为“潮州市一级学校”。
- 2005年，南春中学开通官方网站，同时该校取消了初中部。

## 现况

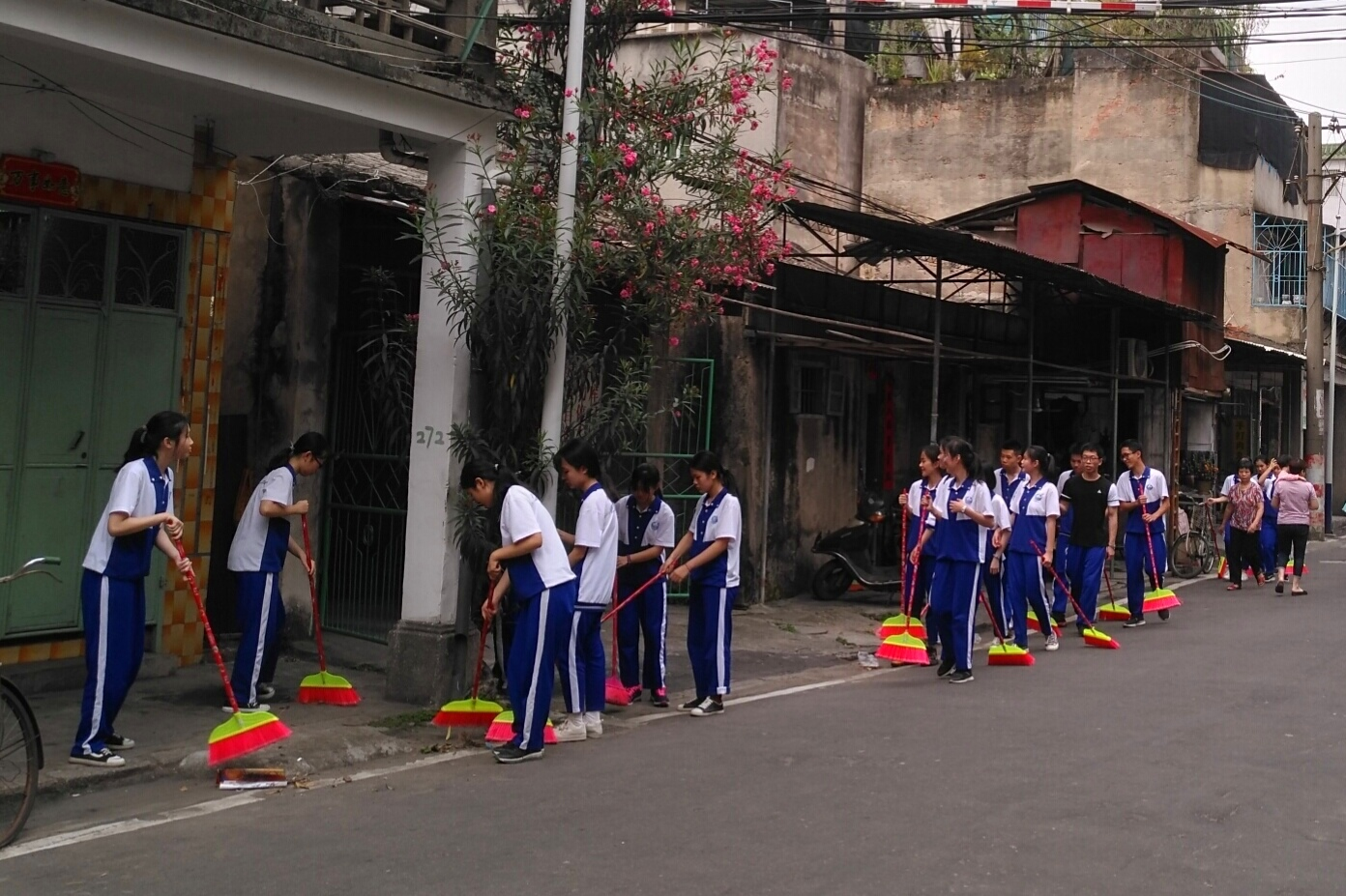
2019年4月29日，南春中学组织学生在南春路开展义务劳动。

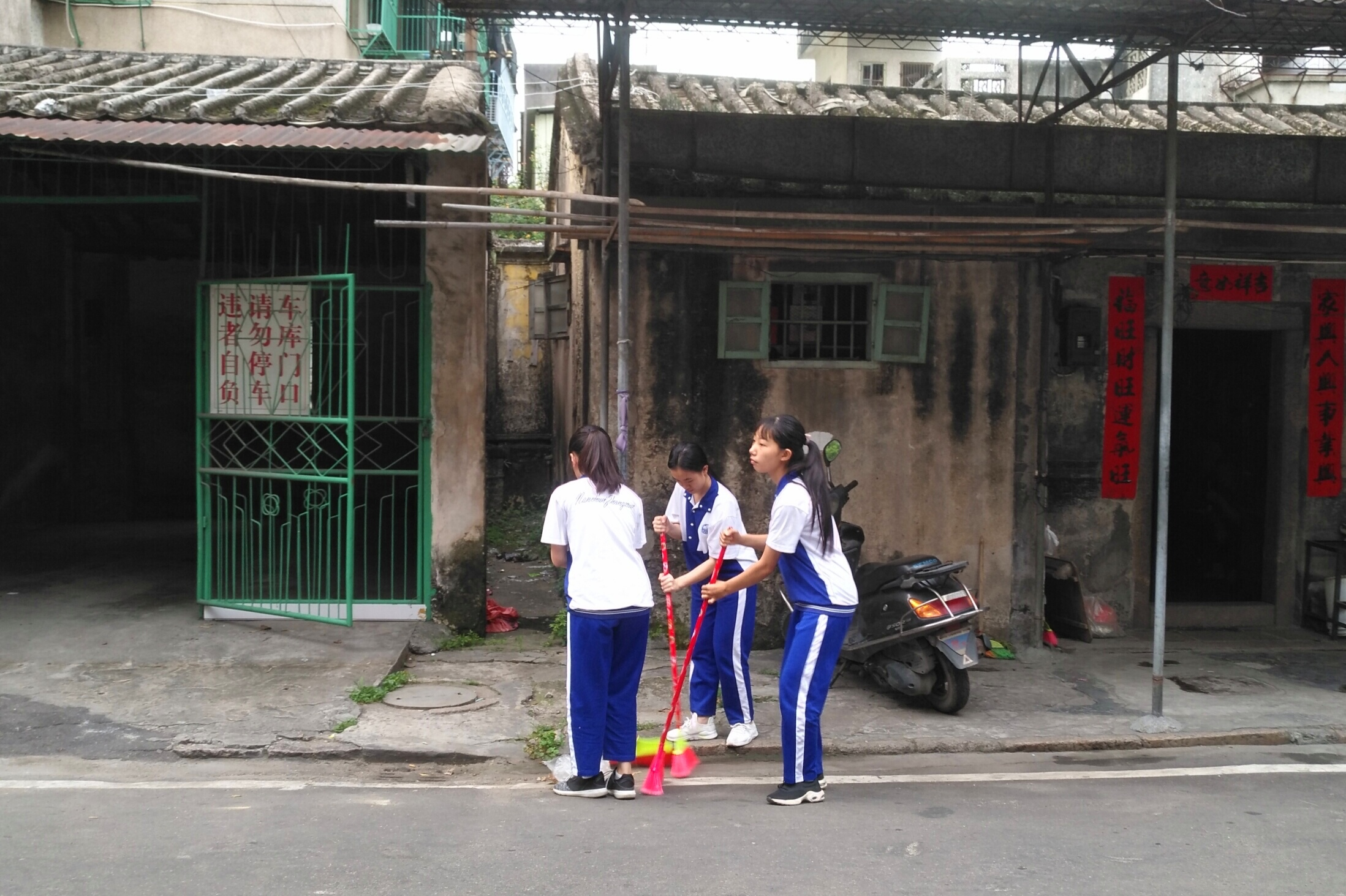
三位女学生

南春中学以“读书明理、做人成才”为校训，推行“以人为本、健全人格、探究创新、全面发展”的办学理念，推进“严谨、协作、博学、典范”的师风建设，形成“勤奋、守纪、求实、进取”的良好校风。
学校在荣誉方面，获得“全国群众体育先进单位”、“全国学校安全教育示范基地”、“广东省文明单位”、“广东省德育示范学校”等二十多个国家级、省级荣誉，以及多个市、区级荣誉。

### 课程设置
南春中学设有13个课程：政治、语文、数学、英语、物理、化学、历史、地理、生物、体育、音乐、美术、计算机。教师使用普通话、潮州话、英语（仅英语课）授课，每节课程与其它学校一样，长达45分钟。

### 文化生活
南春中学每年举办一届艺体节，艺体节包括文艺汇演、校运会、合唱比赛、书法比赛、社团活动等等。

## 校园设施
教学楼（共2栋）、综合楼、艺体馆、运动场、植物园、地理园。

## 社团活动
潮州市南春中学的学生社团活动非常活跃，丰富多彩，组建了很多学生社团组织。
以下是该校的部分学生社团：
Soul舞蹈社、音乐社、赤魂动漫社、知秋棋牌社、幻手社、鹿鸣汉文化社、希之翼义工社、绿叶文学社、蒲公英心理协会、羽毛社、合唱团、记者站、广播站

## 领导班子
- 校长：陈永序（潮安区古巷镇人）
- 副校长：丁哲聪、刘增花（女）、郑伟忠、黄洁文
- 政教处主任：李锦宏
- 政教处副主任：谢锋、王微（女）
- 教导处主任：陈伟民
- 教导处副主任：陈春燕（女）
- 体卫处主任：郭斯强
- 体卫处副主任：翁如茂
- 办公室主任：姚淦斌
- 办公室副主任：张山立、李迎钊（女）
- 总务处副主任：蔡少平、刘鹏辉（女）
- 团委副书记：蔡键溢

### 历任校长
- 庄建国（1976年9月-1980年7月）
- 陈芳清（1980年8月-1984年7月、1992年8月—1994年7月）
- 李学富（1984年8月-1992年7月）
- 陈汉湘（1997年3月—2006年）
- 陈永序（2006年-今）